# Équipe de Belgique de football en 1926
Maillots
Chronologie
Saison précédente Saison suivante
L'équipe de Belgique de football connaît des résultats irréguliers en 1926. En effet, la sélection nationale remporte 2 matchs, fait nul également à 2 reprises et s'incline à 4 occasions.

## Résumé de la saison
À la Saint-Valentin, la première rencontre de l'année voit la Hongrie venir en Belgique prendre sa revanche (0-2) de la défaite humiliante subie sur ses propres terres l'année précédente.
À l'occasion de mardi gras, le 16 février 1926, les Belges reçoivent la sélection officieuse néerlandaise des Zwaluwen (nl) au stade du Daring et partagent l'enjeu (2-2) au terme d'une partie très moyenne.
Le 14 mars, la première des trois oppositions avec les Pays-Bas cette année-là, à l'occasion de la Coupe Van den Abeele, disputée pour une fois dans l'antre de l'Antwerp - le Bosuil - et non au Kiel du Beerschot, s'achève sur un partage (1-1). Selon les observateurs, les Néerlandais récoltèrent à l'issue du match plus de félicitations qu'ils ne l'avaient mérité, les Belges leur ayant été supérieurs dans le jeu mais ayant pêché dans la finition.
Un mois plus tard, lors d'une visite à la France à Paris, les deux visages des Diables Rouges se révèlent lors d'une seule et même rencontre. Menés 3 à 0 au repos, les Belges encaissent un quatrième but avant d'opérer une remontée aussi fantastique qu'inutile, inscrivant trois buts en une demi-heure pour finalement s'incliner (4-3).
Le 2 mai, c'est au tour de la Belgique de se rendre outre-Moerdijk et d'infliger, à Amsterdam,une véritable punition (1-5) à leurs voisins néerlandais grâce entre autres à un doublé de Raymond Braine.
L'accueil de l'Angleterre, à Anvers trois semaines plus tard, est une nouvelle occasion pour les Belges de montrer aux inventeurs du football les progrès accomplis car, si la défaite est au bout du match (3-5), c'est une nouvelle fois en s'étant bien défendus et en n'ayant craqué que dans le dernier quart d'heure après avoir réussi à marquer trois buts aux Britanniques.

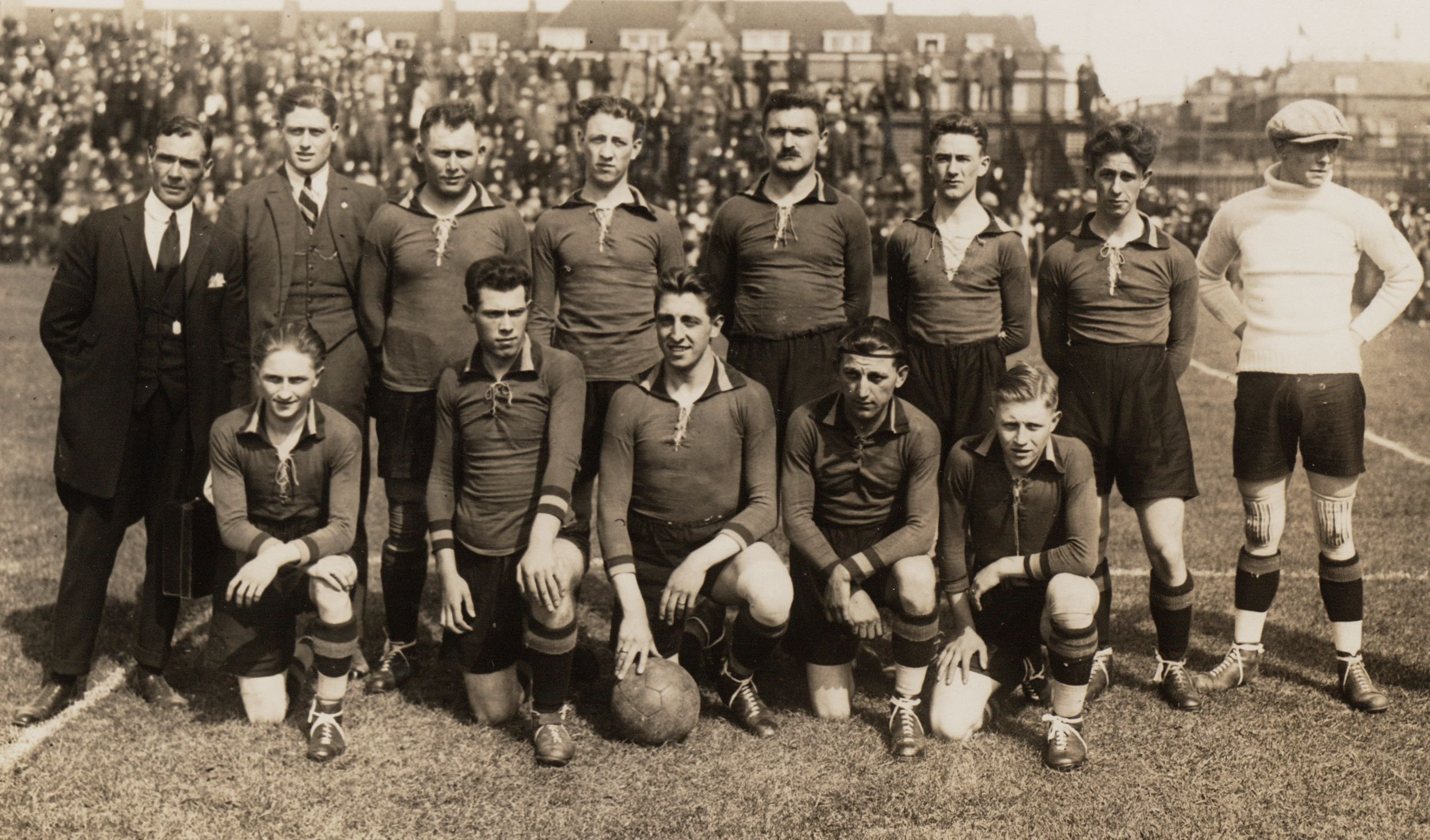
L'équipe belge face aux Pays-Bas lors d'un match de charité non officiel disputé le 29 août 1926 à Rotterdam.

Le 20 juin, la France vient arracher un nul (2-2) au Daring à la toute dernière minute du match par Jules Devaquez.
Deux rencontres ayant été annulées, contre l'Autriche d'une part, prévue le 17 octobre à Vienne, et d'autre part contre la Suède, planifiée à Liège le 5 décembre, la saison internationale s'achève sur une nouvelle partie aux Pays-Bas, cette fois à Rotterdam et avec deux compositions d'équipes assez différentes des précédents affrontements. Le changement de décor ne s'avère pas avoir beaucoup d'influence positive pour les Néerlandais, le résultat final étant exactement identique (1-5) au précédent, le gantois Georges De Spae y allant d'un triplé pour l'occasion. Ce match de charité ne fut toutefois pas reconnu officiellement.
Côté belge, la raison principale de ces compositions différentes entre les deux rencontres s'explique par le déplacement d'une seconde équipe à Bâle pour y affronter la Suisse et s'incliner (5-2) dans une rencontre qui ne fut pas non plus reconnue officielle,,,,.
Deux rencontres non officielles eurent toutefois encore lieu en baisser de rideau, l'une contre les professionnels hongrois du club de Sabaria FC (en), remportée par les Diables Rouges (3-1) devant 17 000 personnes sur La Butte, l'autre face à une sélection wallonne en lieu et place de la Suède le 5 décembre à Liège.

## Les matchs
| Match amical                                                     | Belgique | 0 - 2   | Hongrie                   | Stade du Daring Molenbeek-Saint-Jean, Belgique    |                                                   |
| 14 février 1926 · 14:30 heure locale · Historique des rencontres |          | (0 – 0) | Pipa (hu) 51e · Rémay 77e | Spectateurs : 25 000 Arbitrage : Johannes Mutters | Spectateurs : 25 000 Arbitrage : Johannes Mutters |
| 14 février 1926 · 14:30 heure locale · Historique des rencontres | Rapport  |         |                           | Spectateurs : 25 000 Arbitrage : Johannes Mutters | Spectateurs : 25 000 Arbitrage : Johannes Mutters |

| Match amical Coupe Van den Abeele                             | Belgique  | 1 - 1   | Pays-Bas | Bosuilstadion Deurne, Belgique                 |                                                |
| 14 mars 1926 · 15:00 heure locale · Historique des rencontres | Adams 50e | (0 – 1) | Tap 3e   | Spectateurs : 30 000 Arbitrage : William Lucas | Spectateurs : 30 000 Arbitrage : William Lucas |
| 14 mars 1926 · 15:00 heure locale · Historique des rencontres | Rapport   |         |          | Spectateurs : 30 000 Arbitrage : William Lucas | Spectateurs : 30 000 Arbitrage : William Lucas |

| Match amical                                                   | France                                     | 4 - 3   | Belgique                                   | Stade Pershing Paris, France                       |                                                    |
| 11 avril 1926 · 15:00 heure locale · Historique des rencontres | Devaquez 17e · Crut 33e 59e · Leveugle 40e | (3 – 0) | Vanderbauwhede 60e · Thijs 82e · Devos 89e | Spectateurs : 23 000 Arbitrage : Albert Prince-Cox | Spectateurs : 23 000 Arbitrage : Albert Prince-Cox |
| 11 avril 1926 · 15:00 heure locale · Historique des rencontres | Rapport                                    |         |                                            | Spectateurs : 23 000 Arbitrage : Albert Prince-Cox | Spectateurs : 23 000 Arbitrage : Albert Prince-Cox |

| Match amical                                                | Pays-Bas | 1 - 5   | Belgique                                                 | Het Nederlandsch Sportpark (nl) Amsterdam, Pays-Bas |                                               |
| 2 mai 1926 · 14:30 heure locale · Historique des rencontres | Tap 38e  | (1 – 1) | R. Braine 41e 67e · Diddens 47e · Adams 48e · Gillis 61e | Spectateurs : 30 000 Arbitrage : Felix Herren       | Spectateurs : 30 000 Arbitrage : Felix Herren |
| 2 mai 1926 · 14:30 heure locale · Historique des rencontres | Rapport  |         |                                                          | Spectateurs : 30 000 Arbitrage : Felix Herren       | Spectateurs : 30 000 Arbitrage : Felix Herren |

| Match amical                                                 | Belgique                      | 3 - 5   | Angleterre                                                    | Stade olympique Anvers, Belgique                    |                                                     |
| 24 mai 1926 · 16:30 heure locale · Historique des rencontres | Thijs 17e · R. Braine 51e 58e | (1 – 1) | Osborne (en) 15e 78e 86e · Johnson (en) 52e · Carter (en) 88e | Spectateurs : 33 000 Arbitrage : Heinrich Retschury | Spectateurs : 33 000 Arbitrage : Heinrich Retschury |
| 24 mai 1926 · 16:30 heure locale · Historique des rencontres | Rapport                       |         |                                                               | Spectateurs : 33 000 Arbitrage : Heinrich Retschury | Spectateurs : 33 000 Arbitrage : Heinrich Retschury |

| Match amical                                                  | Belgique               | 2 - 2   | France                   | Stade du Daring Molenbeek-Saint-Jean, Belgique |                                                |
| 20 juin 1926 · 16:30 heure locale · Historique des rencontres | Gillis 32e · Adams 71e | (1 – 1) | Accard 3e · Devaquez 89e | Spectateurs : 35 000 Arbitrage : William Lucas | Spectateurs : 35 000 Arbitrage : William Lucas |
| 20 juin 1926 · 16:30 heure locale · Historique des rencontres | Rapport                |         |                          | Spectateurs : 35 000 Arbitrage : William Lucas | Spectateurs : 35 000 Arbitrage : William Lucas |

| Non officiel                                                  | Pays-Bas            | 1 - 5   | Belgique                                    | Sparta Stadion Het Kasteel Rotterdam, Pays-Bas     |                                                    |
| 29 août 1926 · 15:00 heure locale · Historique des rencontres | van Gelder (nl) 15e | (1 – 3) | Frenay 9e · Devos 37e · De Spae 39e 49e 66e | Spectateurs : 10 000 Arbitrage : Albert Prince-Cox | Spectateurs : 10 000 Arbitrage : Albert Prince-Cox |

Note : Ce match de charité ne fut pas reconnu comme rencontre officielle et ne figure donc pas dans les statistiques officielles des deux équipes.
| Non officiel                                                  | Suisse                                                             | 5 - 2   | Belgique                     | Landhof Bâle, Suisse                             |                                                  |
| 29 août 1926 · 16:00 heure locale · Historique des rencontres | Poretti 28e 71e · Sturzenegger 54e · Brand (it) 67e · Martenet 78e | (1 – 0) | R. Braine ?? · Crockaert 87e | Spectateurs : 5 000 Arbitrage : Johannes Mutters | Spectateurs : 5 000 Arbitrage : Johannes Mutters |

Note : Ce match ne fut pas reconnu comme rencontre officielle et ne figure donc pas dans les statistiques officielles des deux équipes.

## Les joueurs
| Joueurs               | Joueurs                  | Amical | Amical | Amical | Amical | Amical | Amical | Non officiel | Non officiel |
| --------------------- | ------------------------ | ------ | ------ | ------ | ------ | ------ | ------ | ------------ | ------------ |
| Gardiens de but       |                          |        |        |        |        |        |        |              |              |
| Jean Caudron          | SC Anderlechtois         | 90     | 90     |        | 90     | 90     | 90     |              | 90           |
| Jean De Bie           | Racing Club de Bruxelles |        |        | 90     |        |        |        |              |              |
| Edgard Celie          | ARA La Gantoise          |        |        |        |        |        |        | 90           |              |
| Défenseurs            |                          |        |        |        |        |        |        |              |              |
| Armand Swartenbroeks  | Daring Club de Bruxelles | 90     |        |        | 90     | 90     | 90     | 90           |              |
| François Demol        | Union Saint-Gilloise     | 90     | 90     | 90     | 90     | 90     | 90     |              |              |
| Albert Van Coile      | RCS Brugeois             |        | 90,    |        |        |        |        | 90           |              |
| Henri Van Averbeke    | R Beerschot AC           |        | 90     | 90     |        |        |        | 90           |              |
| Auguste Ruyssevelt    | R Beerschot AC           |        |        | 90     |        |        |        |              |              |
| Georges Ditzler       | Standard de Liège        |        |        |        | 90     | 90     | 90     |              |              |
| Théodore Nouwens      | Racing Club de Malines   |        |        |        |        |        |        | 90           |              |
| Louis Baes            | RCS Brugeois             |        |        |        |        |        |        |              | 90           |
| Jules Lavigne         | Racing Club de Bruxelles |        |        |        |        |        |        |              | 90           |
| Milieux               |                          |        |        |        |        |        |        |              |              |
| Pierre Braine         | R Beerschot AC           | 90     | 90     | 90     | 90     | 90     | 90     |              | 90           |
| Joseph Cootmans       | K Berchem Sport          | 90,    |        |        |        |        |        |              |              |
| Gustave Boesman       | ARA La Gantoise          | 90     |        |        |        |        |        |              |              |
| Florimond Vanhalme    | RCS Brugeois             |        | 90     | 90     | 90     | 90     |        |              |              |
| Gérard Devos          | RCS Brugeois             |        |        | 90 ,   |        |        |        | 90           |              |
| Émile Hanse           | Union Saint-Gilloise     |        |        |        |        |        | 90     |              |              |
| Alfons Mertens        | Royal Antwerp FC         |        |        |        |        |        |        | 90           |              |
| Alfons Diddens        | Racing Club de Malines   |        |        |        |        |        |        | 90           |              |
| Georges De Spae       | ARA La Gantoise          |        |        |        |        |        |        | 90           |              |
| Achille Schelstraete  | Courtrai Sports          |        |        |        |        |        |        |              | 90           |
| Attaquants            |                          |        |        |        |        |        |        |              |              |
| Maurice Gillis        | Standard de Liège        | 90     | 90     |        | 90     | 90     | 90     |              | 90           |
| Raymond Braine        | R Beerschot AC           | 90     | 90     | 90     | 90     | 90     | 90     |              | 90           |
| Laurent Grimmonprez   | Racing Club de Gand      | 90     |        |        |        |        |        |              |              |
| Ivan Thijs            | R Beerschot AC           | 90     | 90     | 90     | 90     | 90     | 90     |              | 90           |
| Désiré Bastin         | Royal Antwerp FC         | 90     |        |        |        |        |        |              |              |
| Ferdinand Adams       | SC Anderlechtois         |        | 90     |        | 90     | 90     | 90     |              | 90           |
| Jan Diddens           | Racing Club de Malines   |        | 90     | 90     | 90     | 90     | 90     | 90           |              |
| Michel Vanderbauwhede | RCS Brugeois             |        |        | 90 ,   |        |        |        |              |              |
| Jacques Frenay        | AS Herstalienne          |        |        |        |        |        |        | 90           |              |
| Pierre Crockaert      | Daring Club de Bruxelles |        |        |        |        |        |        |              | 90           |
| Jean Verhelst         | Union Saint-Gilloise     |        |        |        |        |        |        |              | 90           |

1. 1 2 3 4 5 6 7 8 9  Première sélection officielle pour le joueur.
2. 1 2 3 4 5  Dernière sélection officielle pour le joueur.
3. 1 2 3  Premier but officiel pour le joueur.

## Sources